# Chilkmukki, Koppal
Chilkmukki là một làng thuộc tehsil Koppal, huyện Koppal, bang Karnataka, Ấn Độ.